# Pečat kralja Salomona
Pečat kralja Salomona, nazivan i Salomonov pečat te Salomonov prsten, prsten pečatnjak, koji je prema srednjovjekovnoj mističnoj tradiciji, koristio drevni židovski kralj Salomon. Prema toj legendi, koju je ponajviše oblikovala arapska pisana tradicija, pečatnjak je došao s nebesa, bio je izrađen napola od mjedi, a napola od željeza i na njemu je bilo ugravirano Božje ime. Uz pomoć tog prstena, kralj Salomon je dobio vlast i moć nad pticama, zvijerima i ljudima, a stekao je i veliko bogatstvo, moć, ugled, znanje i nevjerojatnu mudrost.
Salomon je pomoću mjedenog dijela prstena zapovijedao dobrim duhovima (džini), a uz pomoć željeznog dijela zlim duhovima ili demonima. Pečat na prstenu sastojao se od heksagrama, odnosno šesterokrake zvijezde koja je sastavljena od dva jednakostranična i međusobno ukrižena trokuta. Kao takav je preteča Davidove zvijezde koja se smatra simbolom židovskog naroda. Rjeđe se prikazuje i u obliku pentagrama. Na prsten su dodana i četiri dragulja dobivena od četiri različita anđela, pomoću kojih je Salomon upravljao nad četiri elementa (zrak, vatra, voda i zemlja). Legenda kaže da je kralj Salomon prizvao duhove te ih je zarobio u mjedenu bačvu koju je zapečatio svojim pečatom i naredio im da ispunjavaju njegove zapovijedi. U tu svrhu je zapovijedio Asmodeju da mu izgradi hram u Jeruzalemu.
Pečat s prstena je zbog Salomonu od strane tradicije pripisane mudrosti bio korišten u srednjem vijeku i tijekom renesanse kao talisman ili simbol u magiji, alkemiji i okultizmu.
Legenda o magičnom prstenu prvi je put bila zabilježena u 1. stoljeću u djelu židovskog povjesničara Josipa Flavija (37. – oko 100.). Kasnije su Arapi nazivali Salomonovim pečatom šesterokraku zvijezdu ugraviranu na dno kupova za piće.